# Ronnie Hazlehurst
Ronald "Ronnie" Hazlehurst, född 13 mars 1928 i Dukinfield, Cheshire, död 1 oktober 2007 i Saint Martin på Guernsey, var en brittisk musiker och dirigent. Han var chef för BBC:s avdelning för populärmusik och dirigerade Storbritanniens bidrag i Eurovision Song Contest vid ett flertal tillfällen under 1970-, 1980- och 1990-talen.